# Drepanogynis
Drepanogynis är ett släkte av fjärilar. Drepanogynis ingår i familjen mätare.

## Dottertaxa tillDrepanogynis, i alfabetisk ordning[1]
- Drepanogynis acerba
- Drepanogynis admiranda
- Drepanogynis albiordine
- Drepanogynis alineta
- Drepanogynis alternans
- Drepanogynis altisilvarum
- Drepanogynis amethystina
- Drepanogynis arcuifera
- Drepanogynis athroöpsegma
- Drepanogynis atrovirens
- Drepanogynis benyowskyii
- Drepanogynis cervina
- Drepanogynis chromatina
- Drepanogynis clavata
- Drepanogynis devia
- Drepanogynis discolor
- Drepanogynis dulcinaria
- Drepanogynis ellipsis
- Drepanogynis epione
- Drepanogynis exemptaria
- Drepanogynis fuscimargo
- Drepanogynis fuscomarginata
- Drepanogynis glaucichorda
- Drepanogynis herbuloti
- Drepanogynis hiaraka
- Drepanogynis hygrochoaria
- Drepanogynis hypoplea
- Drepanogynis inapplicata
- Drepanogynis incogitata
- Drepanogynis incondita
- Drepanogynis integraria
- Drepanogynis itremo
- Drepanogynis karkloofensis
- Drepanogynis leptodoma
- Drepanogynis metoeca
- Drepanogynis mixtaria
- Drepanogynis monas
- Drepanogynis nicotiana
- Drepanogynis nigrapex
- Drepanogynis olivina
- Drepanogynis pero
- Drepanogynis peyrierasi
- Drepanogynis prosecta
- Drepanogynis protactosema
- Drepanogynis purpurascens
- Drepanogynis pypopyrrha
- Drepanogynis quadrivalvis
- Drepanogynis rakotobe
- Drepanogynis ralambo
- Drepanogynis ratovosoni
- Drepanogynis regularia
- Drepanogynis renitens
- Drepanogynis rubidivenis
- Drepanogynis rubriceps
- Drepanogynis salamandra
- Drepanogynis sandrangatensis
- Drepanogynis sata
- Drepanogynis serrifasciaria
- Drepanogynis sogai
- Drepanogynis soprinataria
- Drepanogynis strigifera
- Drepanogynis strigulosa
- Drepanogynis subochrea
- Drepanogynis subrosea
- Drepanogynis thieli
- Drepanogynis tigrinata
- Drepanogynis tornimacula
- Drepanogynis tripartita
- Drepanogynis tsaratanana
- Drepanogynis umbrosa
- Drepanogynis unilineata
- Drepanogynis vara